# 福岡ボート前駅
福岡ボート前駅（ふくおかボートまええき）は、かつて福岡県福岡市中央区那の津一丁目にあった、九州旅客鉄道（JR九州）鹿児島本線（貨物支線。通称・博多臨港線）の臨時駅（廃駅）である。
福岡競艇場および「アジア太平洋博覧会」への来客を対象に、香椎駅 - 博多港駅間の日本貨物鉄道（JR貨物）の路線をJR九州が期間限定で第二種鉄道事業者として借り受け、1989年（平成元年）8月3日に終端駅として当駅が設置されたが、駅設置期間の終了に伴い同年8月9日に廃駅となった。

## 歴史
- 1989年（平成元年）
  - 8月3日：臨時駅として開業。
  - 8月9日：駅設置期間終了のため廃駅となる。

## 駅構造
仮設（板は木製、柱は鉄パイプ）の単式ホーム1面1線を有した地上駅。駅名標もあったが、その造りはシンプルであった。当駅にはジョイフルトレイン「アクアエクスプレス」を使用した列車の乗り入れも行われた。

## 駅周辺

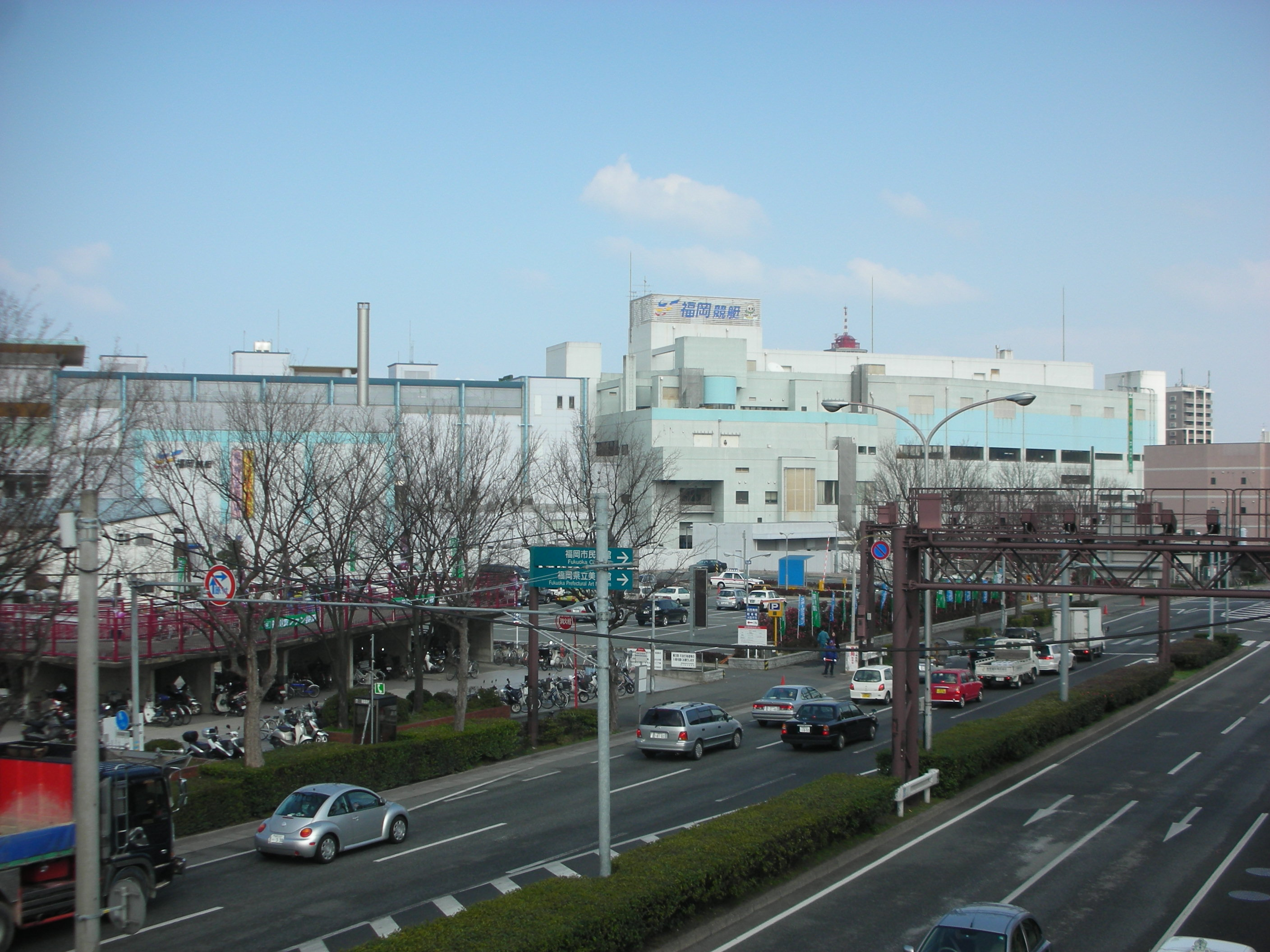
福岡競艇場（2009年2月）

駅名の由来となった福岡ボート（設置当時の通称の1つ。2024年時点の通称は「BOAT RACE福岡」、正式名称は「福岡競艇場」）のすぐ近くにあった。競艇場を含む主要施設や主要道路は下記のとおり。
- 福岡競艇場
- 福岡市民会館
- 福岡県立美術館
- 九州朝日放送
- 須崎公園
- 福岡県道602号後野福岡線（対馬小路交差点 - 千鳥橋交差点間の愛称：那の津通り）
- 福岡市道千鳥橋唐人町線（対馬小路交差点 - 西公園下交差点間の愛称：那の津通り）
- 福岡市道天神那の津線（天神北交差点 - 那の津口交差点間の愛称：渡辺北通り）
- 日銀通り - 沿道に日本銀行福岡支店[1]がある。

## 駅跡地
福岡競艇場の屋外駐車場となったため、駅があった面影は残っていない。線路跡そのものは当駅跡の前後にその面影がわずかに残っている。

## 隣の駅
九州旅客鉄道（JR九州）
鹿児島本線（貨物支線）
（貨）博多港駅 - 福岡ボート前駅
- 旅客営業時の隣の駅は香椎駅であった。